# Роща (Україна)
Ро́ща — село в Україні, в Конотопському районі Сумської області. Населення становить 59 осіб. До 2018 орган місцевого самоврядування — В'язенська сільська рада.

## Географія
Село Роща знаходиться на правому березі річки Клевень, вище за течією на відстані 2 км розташоване село Ховзівка, нижче за течією на відстані 2 км розташоване село В'язенка, на протилежному березі — село Вегерівка. Поруч проходить автомобільна дорога Т 1908.

## Історія
12 червня 2020 року, відповідно до розпорядження Кабінету Міністрів України № 723-р «Про визначення адміністративних центрів та затвердження територій територіальних громад Сумської області», село увійшло до складу Путивльської міської громади.
19 липня 2020 року, в результаті адміністративно-територіальної реформи та ліквідації Путивльського району, увійшло до складу новоутвореного Конотопського району.

## Населення
Згідно з переписом УРСР 1989 року чисельність наявного населення села становила 65 осіб, з яких 29 чоловіків та 36 жінок.
За переписом населення України 2001 року в селі мешкало 59 осіб.

### Мова
Розподіл населення за рідною мовою за даними перепису 2001 року:
| Мова       | Чисельність | Відсоток |
| ---------- | ----------- | -------- |
| українська | 47          | 79,66%   |
| російська  | 12          | 20,34%   |
| Усього     | 59          | 100%     |